# Maniac Mansion (série de televisão)
Maniac Mansion foi uma sitcom vagamente baseada na série de jogos Maniac Mansion, que foi exibida de 1990 até 1993 pelo canal YTV no Canadá e no The Family Chanel nos EUA.  Na série, o Dr. Fred Edison (Joe Flaherty) é um cientista que guarda um meteoro no seu porão que transformou seu filho de quatro anos Turner (George Buza) em um homem gigante, enquanto seu cunhado Harry (John Hemphill) virou uma mosca com cabeça humana. A esposa de Fred aqui se chama Casey (Deborah Theaker), e ele tem mais outros dois filhos, Tina (Kathleen Robertson) e Ike (Avi Philips), além de também haver a esposa de Harr, Idella (Mary Charlotte Wilcox). A maior parte do elenco e da equipe técnica, incluindo o criador Eugene Levy, faziam parte do SCTV, e existem várias semelhanças entre os dois programas.